# Campeonato nacional de Estados Unidos 1883
Lista de los campeones del Campeonato nacional de Estados Unidos de 1883:

## Senior

### Individuales masculinos
Richard Sears vence a  James Dwight, 6–2, 6–0, 9–7

### Dobles masculinos
Richard Sears /  James Dwight vencen a  Arthur Newbold /  Alexander Van Rensselaer,  6–0, 6–2, 6–2
| Predecesor: 1882                         | Campeonato nacional de Estados Unidos 1883 | Sucesor: 1884                         |
| Predecesor: Campeonato de Wimbledon 1883 | Grand Slam 1883                            | Sucesor: Campeonato de Wimbledon 1884 |

- Datos: Q2624433